# Metz-Tessy
Metz-Tessy is een plaats en voormalige gemeente in het Franse departement Haute-Savoie (regio Auvergne-Rhône-Alpes) en telt 2009 inwoners (1999). De plaats maakt deel uit van het arrondissement Annecy. Metz-Tessy is op 1 januari 2016 gefuseerd met de gemeente Épagny tot de gemeente Epagny Metz-Tessy. 

## Geografie
De oppervlakte van Metz-Tessy bedraagt 5,3 km², de bevolkingsdichtheid is 379,1 inwoners per km².
De onderstaande kaart toont de ligging van Metz-Tessy met de belangrijkste infrastructuur en aangrenzende gemeenten.

## Demografie
Onderstaande figuur toont het verloop van het inwonertal (bron: INSEE-tellingen).